# Municipio de Mercier
El municipio de Mercier (en inglés: Mercier Township) es un municipio ubicado en el condado de Brown en el estado estadounidense de Dakota del Sur. En el año 2010 tenía una población de 174 habitantes y una densidad poblacional de 1,86 personas por km².

## Geografía
El municipio de Mercier se encuentra ubicado en las coordenadas 45°28′5″N 98°40′51″O / 45.46806, -98.68083. Según la Oficina del Censo de los Estados Unidos, el municipio tiene una superficie total de 93.6 km², de la cual 93,17 km² corresponden a tierra firme y (0,46 %) 0,44 km² es agua.

## Demografía
Según el censo de 2010, había 174 personas residiendo en el municipio de Mercier. La densidad de población era de 1,86 hab./km². De los 174 habitantes, el municipio de Mercier estaba compuesto por el 99,43 % blancos, el 0,57 % eran asiáticos. Del total de la población el 0 % eran hispanos o latinos de cualquier raza.